# 蘭迪·巴內特

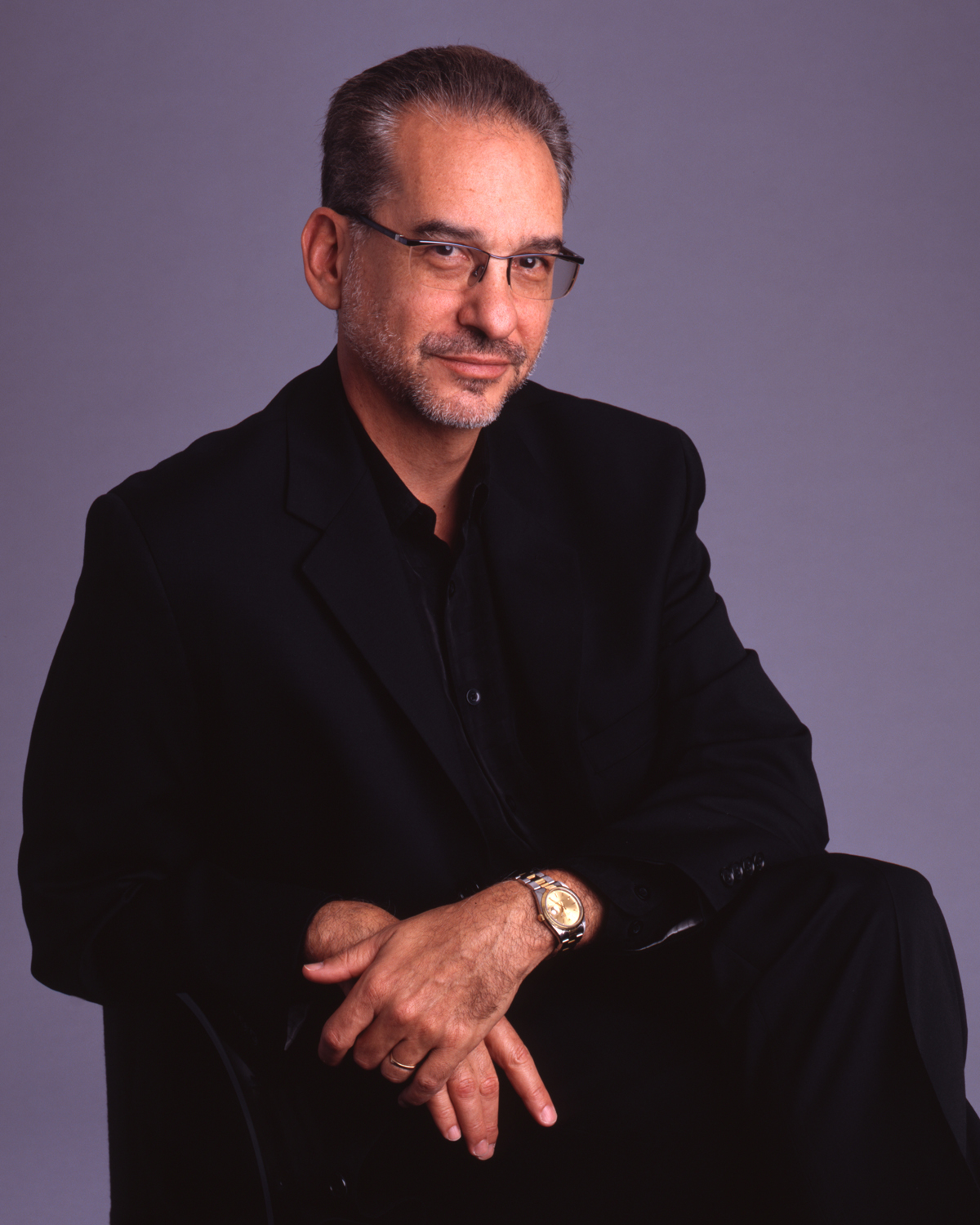
蘭迪·巴內特

蘭迪·巴內特（Randy Barnett，1952年2月5日—）是美國的律師、也是喬治城大學法學院的法學教授。他寫下了許多有關自由意志主義法學理論，也有許多有關契約理論、憲法、和法學的著作。
巴內特在從伊利諾州的西北大學、以及劍橋的哈佛大學法學院畢業後，開始在芝加哥擔任檢察官。巴內特的第一份學術職位是在芝加哥-肯特法學院（Chicago-Kent College of Law）以及伊利諾技術學院（Illinois Institute of Technology）。他後來成為了波士頓大學的法學教授，在那裡他也成為了知名的法學學會聯邦主義者協會（Federalist Society）的顧問。他在2006年成為了喬治城大學法學中心的職員。巴內特也是卡托研究所的成員。他所著的《自由的結構》一書在1998年贏得了Ralph Gregory Elliot書籍獎。

## 法學
在知名的《自由的結構》（The Structure of Liberty）一書中，巴內特構畫出了自由意志主義的法學理論。巴內特將他的理論稱為「自由主義的法學理論」，強調法學的自由意志主義與古典自由主義之間的緊密連結。巴內特主張私人的法律體制以及執法，配合市場動力消除效率低落和不平等的部分，才是唯一能夠平衡人類社會裡利益、權力、與知識的解決之道。
巴內特也在他的《恢復失去的憲法》（Restoring the Lost Constitution）一書中討論到了憲法的正當性以及對於憲法的解讀。

## 憲法理論
巴內特一直致力於有關美國憲法的研究和理論，在《恢復失去的憲法》一書中他主張應該以原典主义來解讀美國憲法，不該違背開國元勳們設計憲法的原意。他也主張對於憲法的解讀應該建立在「自由的假設」之上，任何政府對於自由的拘束只要沒有合理依據，都是違反憲法的。
巴內特也是知名的Gonzales v. Raich一案中的主訴律師，這個案子還在第九轄區上訴法院獲得勝訴，判決聯邦政府取締合法藥用大麻的行徑是違反了憲法中的商貿條款。不過，巴內特的陣營最後在2005年6月6日被最高法院判決敗訴，最高法院認為國會有權力阻止地方州將藥用大麻合法化。
巴內特也一直研究美國憲法第二修正案和第九修正案的歷史和爭議，巴內特指出第九修正案的確明白保障了公民持有槍械的權利，儘管這種權利與憲法條文中的第一條款第八節裡宣稱國會有權組織民兵的條文有些差異。

### 第九修正案
巴內特支持第九憲法修正案中指明的「由人民保留的其他權利」應該被聯邦司法部門嚴格奉行。在一篇2006年的文章中，巴內特這樣寫道：
第九修正案的目標是為了保障所有[舉出的和未舉出的]個人的自然權利應該與其他明列出的權利擁有同樣的地位和權威，這個修正案的存在禁止了那些以寬鬆態度解釋條文而授權的聯邦政府權力。
在談到什麼樣的自然權利應該具有與明列權利同等的地位和權威時，巴內特說聯邦法院沒有資格對這樣的權利進行判決，這樣的判決應該留給各州的地方法院。他在2006年寫道：
事實上要直到第十四修正案通過之後…為了保護人們免受州政府的侵害，聯邦政府才開始有權判決任何對於明列或非明列之自然權利的案件。
另一個議題在於原始的、未經過修正案的憲法條文是否給予了聯邦法院於聯邦政府轄區（如哥倫比亞特區）判決明列或非明列之自然權利案件的司法管轄權，巴內特在此提出了兩種不同的解答，在一方面巴內特指出聯邦法院可能的確擁有這樣的管轄權，因為憲法明列的權利即使在那些沒有明列的轄區也「擁有同樣的地位和權威」。在另一方面，巴內特也指出類似Bolling v. Sharpe（在哥倫比亞特區禁止公共學校分隔種族的案件）的判決應該被推翻，因為聯邦法院並沒有在國會管轄的聯邦特區判決自然權利案件的管轄權。
而聯邦轄區裡的公民究竟擁有何種憲法權利的問題也牽涉到了憲法第十四號修正案的條款。在2003年巴內特這樣寫道：
第十四修正案把對於前八條修正案的明列權利保護延伸到對抗州政府的侵犯，同時也延伸了聯邦政府對於之前已存在的未明列權利的保護，亦即那些「由人民保留的其他權利」。
簡而言之，如果在十四修正案之前聯邦轄區對於未明列權利的憲法保護是不存在的，那麼第十四修正案延伸的權利也只有可能是明列的權利。

## 契約理論
巴內特也寫下了許多有關契約理論的著作，他支持在契約法中將立契者的原先意圖做為契約的形成基礎，他同時也討論了契約中的「預設規則」（Default rule）—亦即契約法中當立契人沒有達成原先條款時，便是交由預設規則判決。

## 批評
奧地利經濟學派的經濟學家和自由意志主義者瓦特·布拉克曾批評巴內特在挑戰死刑合法性上的論點，巴內特認為死刑是不正當的，因為個人的生命權利是無法割讓的、也因此是「不可撤銷的」，即使是當這種撤銷是來自於個人自己與其他人的自願互動時。布拉克批評依據這種邏輯，即使是自殺都會變成非法的，因為那種行為會撤銷一個人的生命。

### 書籍
- Restoring the Lost Constitution: The Presumption of Liberty—《恢復失去的憲法：自由的假設》 (2004)
- The Structure of Liberty: Justice and the Rule of Law—《自由的結構：司法和法治》 (1998)
- Contract Cases and Doctrine (1995, 2ed 1999, 3ed 2003)
- Perspectives on Contract Law (1995, 2ed 2001)

### 文章
- Randy Barnett, "Justice Kennedy's Libertarian Revolution: Lawrence v. Texas" （页面存档备份，存于） (Social Science Research Network 2003).
- Randy Barnett, "Restitution: A New Paradigm of Criminal Justice" (Ethics 87, no. 4, July 1977).

## 外部連結
- RandyBarnett.com* （页面存档备份，存于）
- Co-blogger 在 volokh.com（页面存档备份，存于）
- LysanderSpooner.org （页面存档备份，存于） (由蘭迪·巴內特所設計的網頁)